# From Far East 21
『From Far East 21』（フロム ファー イースト 21）は、日本のシンガーソングライター伊東歌詞太郎のミニアルバム。2018年12月21日発売。

## 概要
前作『WEST SIDE STORY』から約3か月ぶりのリリースとなり、しらゆりツアー初日の名古屋公演にてリリースされた。
当初は会場限定アルバムだったが、発売から2年後の2020年4月1日には、各音楽配信サービスにて配信が開始された。

## 収録内容
| 全作詞・作曲: 伊東歌詞太郎。 |                        |              |              |      |      |
| #                            | タイトル               | 作詞         | 作曲・編曲   | 編曲 | 時間 |
| 1.                           | 「1 night」            | 伊東歌詞太郎 | 伊東歌詞太郎 |      | 4:37 |
| 2.                           | 「TRAIN&TRAIN」        | 伊東歌詞太郎 | 伊東歌詞太郎 |      | 4:16 |
| 3.                           | 「僕の声が大きい理由」 | 伊東歌詞太郎 | 伊東歌詞太郎 |      | 4:25 |
| 4.                           | 「小さなころから」     | 伊東歌詞太郎 | 伊東歌詞太郎 |      | 5:14 |
| 合計時間:                    | 合計時間:              | 合計時間:    | 18:32        |      |      |